# NGC 2286
NGC 2286 (другое обозначение — OCL 548) — рассеянное скопление в созвездии Единорог.
Этот объект входит в число перечисленных в оригинальной редакции «Нового общего каталога».
Для NGC 2286 не наблюдается значительная сегрегация масс.